# Фердинанд Бауер
Фердинанд Бауер (нім. Ferdinand Lucas Bauer, 20 січня 1760 — 17 березня 1826) — австрійський ботанік та видатний майстер ботанічних ілюстрацій, учасник експедиції Метью Фліндерса до берегів Австралії. Під час подорожей по Австралії він виконав не менше 1540 малюнків.
Ботанічні малюнки австралійських рослин, створені Бауером, відомі елегантністю та вишуканістю виконання. Усі роботи автора відрізняє високий ступінь наукової точності та притаманна їм художня виразність.
Брати Фердинанда Бауера — Йозеф (Josef Anton Bauer) та Франц Бауер (Franz Bauer) — також були художниками, працювали в галузі ботанічної ілюстрації.

## Вшанування
Іменем Бауера названо рід австралійських рослин Бауера (Bauera).
Також на честь Фердинанда Бауера один з мисів Південної Австралії Метью Фліндерс назвав Cape Bauer.
| |  |  |  |
| Ботанічні ілюстрації роботи Ф. Бауера з книги «Illustrationes Florae Novae Hollandiae»: Grevillea banksii, Banksia coccinea Alyogyne hakeifolia Stylidium violaceum. |  |  |  |